# Nenad Čanak
Nenad Čanak, cyr. Ненад Чанак (ur. 2 listopada 1959 w Pančevie) – serbski polityk i ekonomista, działacz polityczny Serbów z Wojwodiny, parlamentarzysta, przewodniczący Ligi Socjaldemokratów Wojwodiny (LSV).

## Życiorys
Ukończył gimnazjum i muzyczną szkołę średnią w Nowym Sadzie, następnie studia na wydziale ekonomii Uniwersytetu w Nowym Sadzie z siedzibą w Suboticy. Krótko zajmował się działalnością muzyczną, następnie pracował w przedsiębiorstwach przemysłu naftowego. Po 1990 zajął się własną działalnością gospodarczą.
W 1990 zorganizował i stanął na czele Ligi Socjaldemokratów Wojwodiny, uzyskiwał reelekcję na stanowisko przewodniczącego tej partii. W 1991 organizował antywojenne wiece, po których został przymusowo zmobilizowany. W 1997 został wybrany na posła do Zgromadzenia Narodowego Republiki Serbii z ramienia Koalicji Wojwodiny. Wchodził również w skład Zgromadzenia Federalnego. W latach 2000–2007 zasiadał w Zgromadzeniu Wojwodiny, od 2004 pełniąc funkcję przewodniczącego regionalnego parlamentu. W 2007, 2008, 2012, 2014 i 2016 ponownie wybierany do serbskiego parlamentu.
W 2017 wystartował w wyborach prezydenckich, uzyskując w pierwszej turze głosowania około 1% głosów. W 2020 LSV utraciła poselską reprezentację. Nenad Čanak otwierał w tymże roku również opartą na lidze listę wyborczą do Zgromadzenia Wojwodiny, uzyskując mandat deputowanego do tego gremium. W 2022 na czele LSV zastąpił go Bojan Kostreš.